# Ramelow (Modehaus)

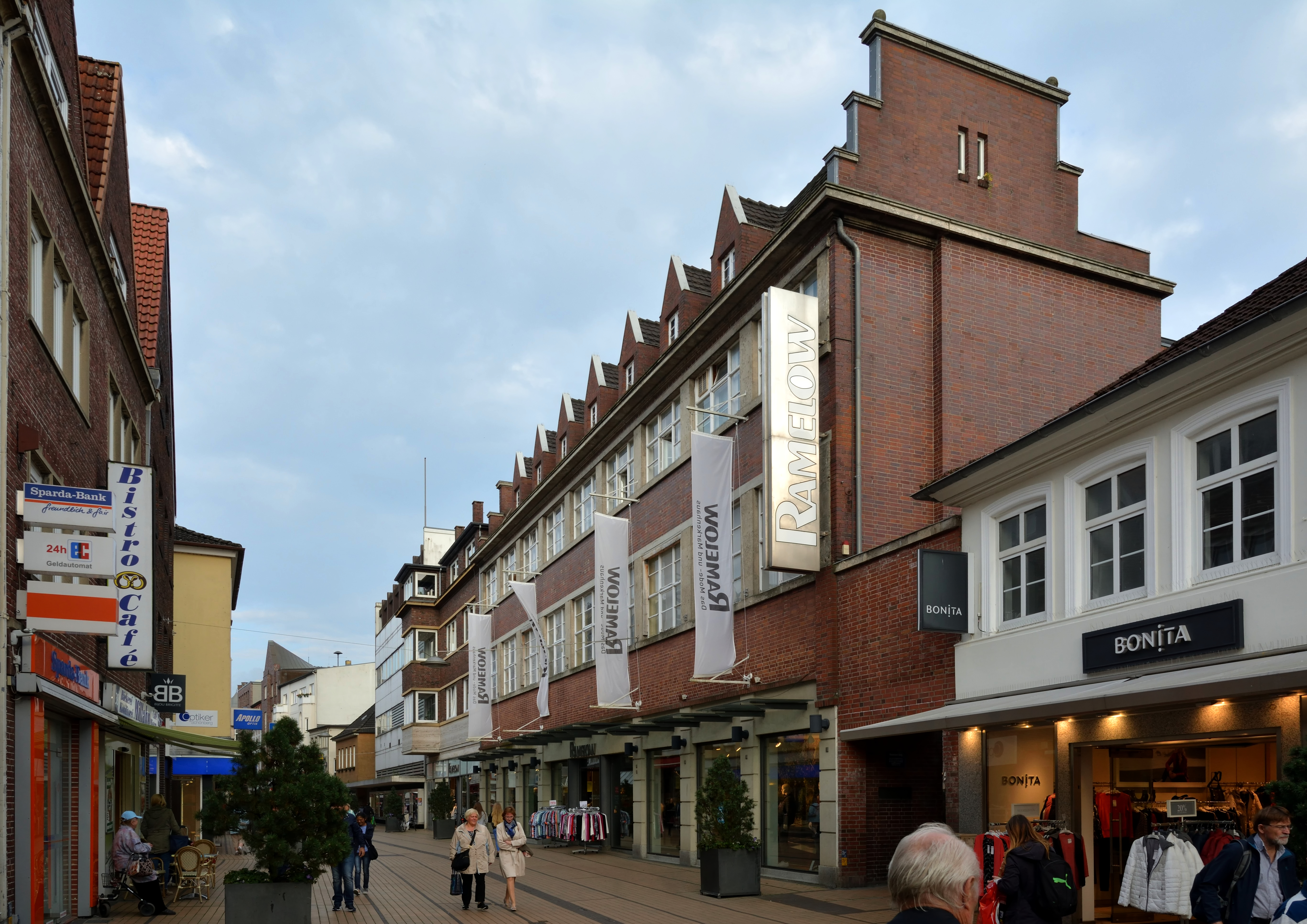
Modehaus Ramelow in Elmshorn

Die Gustav Ramelow KG ist eine deutsche Modehauskette mit Sitz in Elmshorn.

## Geschichte

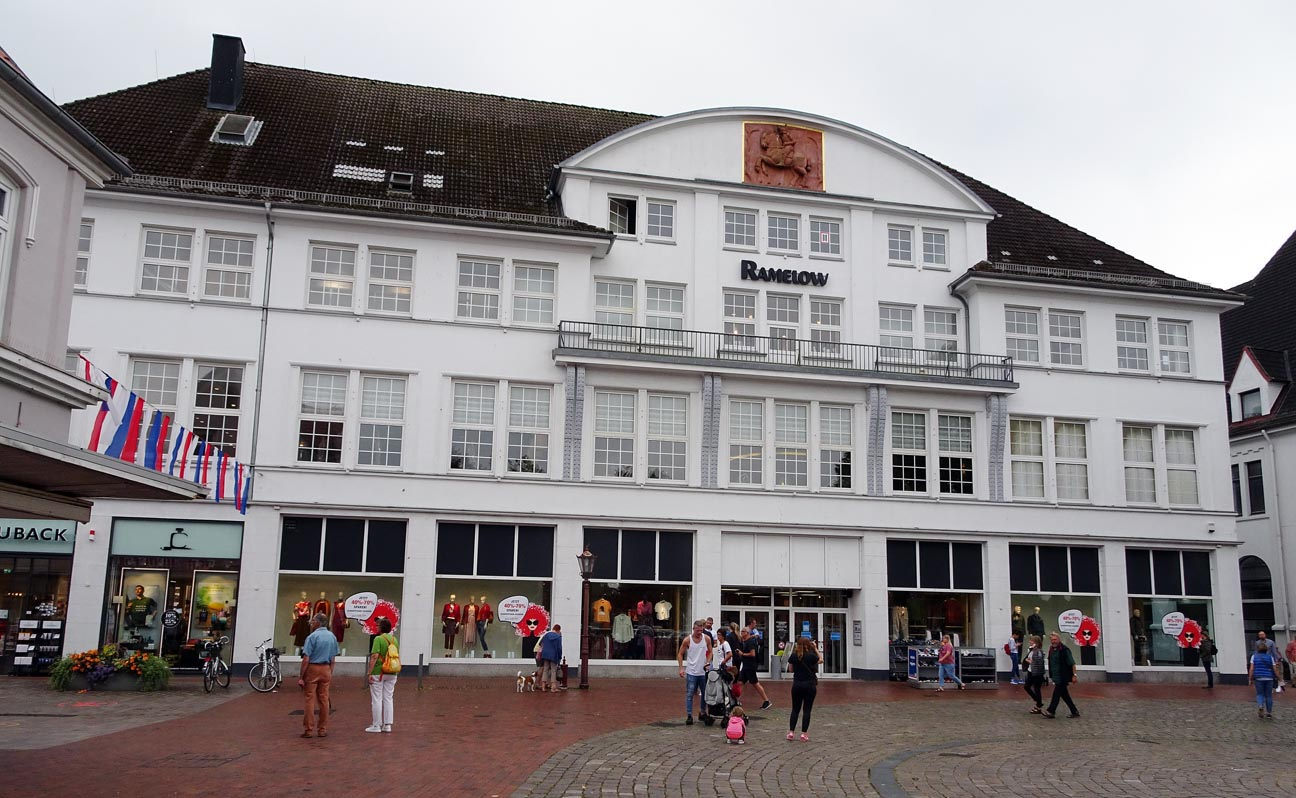
Modekaufhaus Ramelow in Heide

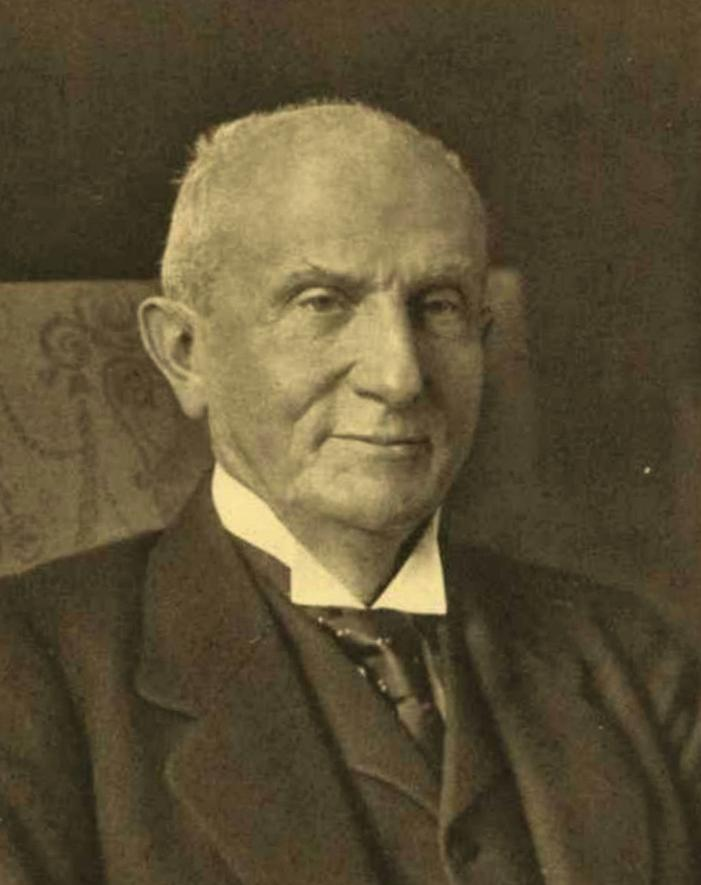
Unternehmensgründer Gustav Ramelow

Das Unternehmen wurde 1872 durch Gustav Ramelow (* 3. Juli 1854 in Grevesmühlen) in Klütz gegründet. Seit 1890 bestand mit dem Kaufhaus Gustav Ramelow eine Filiale in Bützow. Seit 1900 bestand eine Filiale in Berlin, ab 1901 ein Kaufhaus in Grevesmühlen.
1933 gab es 32 Modehäuser. 1939 waren es 34 Ramelow-Modehäuser. Nach dem Zweiten Weltkrieg waren es noch drei Häuser in Elmshorn, Uelzen und Bremerhaven. Die in der sowjetischen Besatzungszone bzw. DDR befindlichen Häuser wurden 1949 verstaatlicht, das Modehaus in Stendal erst 1950. Dieses ehemals größte Haus der Gruppe konnte 1991 zurückgekauft und unter dem alten Namen wiedereröffnet werden.
Derzeit gibt es wieder sieben Modehäuser. Sie befinden sich in Buchholz, Elmshorn, Wedel, Heide, Schenefeld, Stendal und Uelzen. Das Unternehmen wird seit 1996 in vierter Generation von Marc Ramelow geführt.